# Ак-Кудук (Чуйская область)
Ак-Кудук (кирг. Ак-Кудук) — село в Ысык-Атинском районе Чуйской области Кыргызстана. Входит в состав Ак-Кудукского айылного аймака.

## География
Село расположено на севере центральной части области, на расстоянии приблизительно 7 километров (по прямой) к северу от города Кант, административного центра района. Абсолютная высота — 665 метров над уровнем моря.

## Население
Согласно оценочным данным Национального статистического комитета Кыргызской Республики, численность населения села на начало 2023 года составляла 896 человек.
| год     | 2009 | 2014 | 2015 | 2020 | 2021 | 2023 |
| ------- | ---- | ---- | ---- | ---- | ---- | ---- |
| человек | 606  | 710  | 718  | 796  | 809  | 896  |